# Base Novolazarevskaya

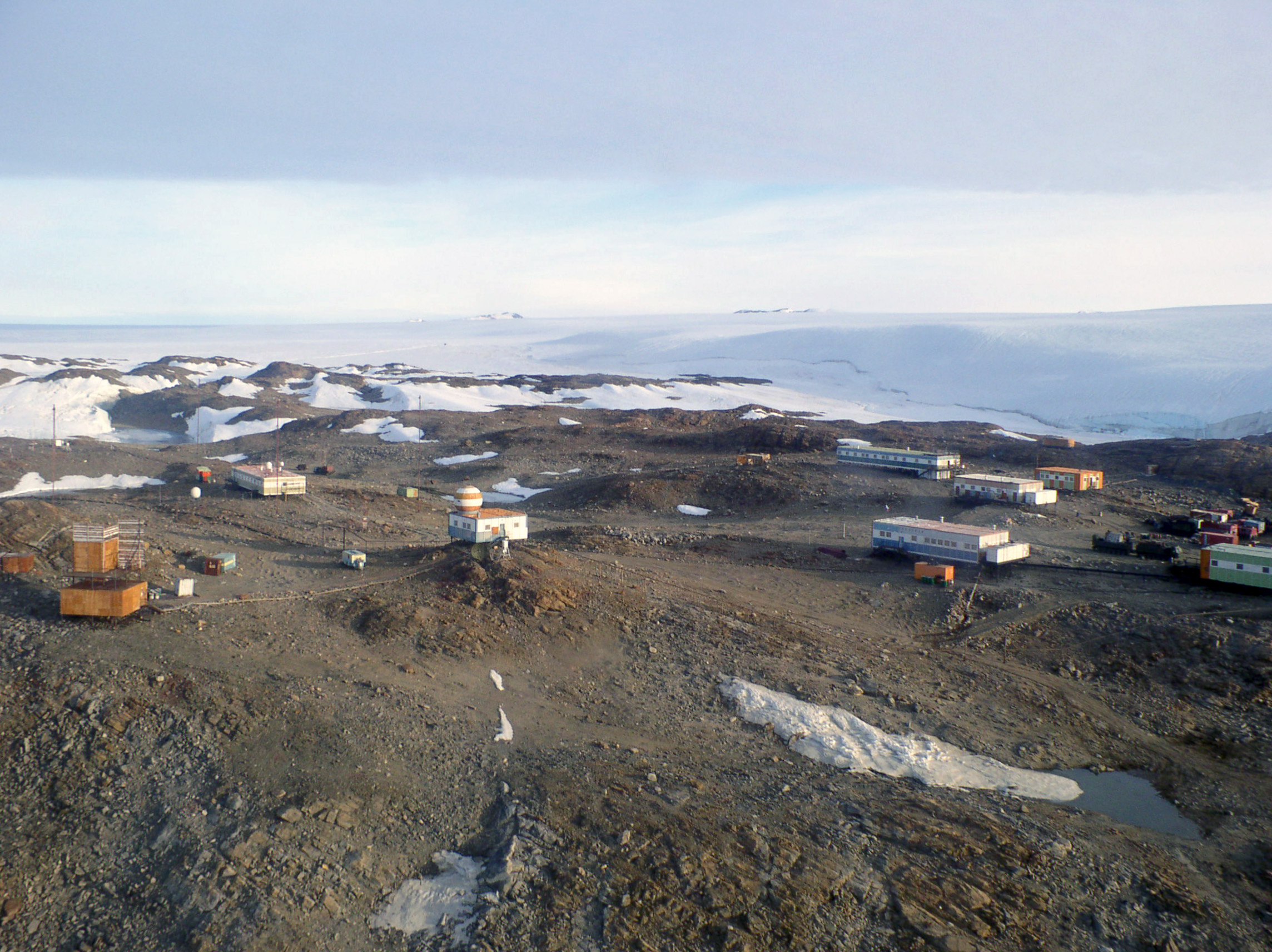
Estação Novolazarevskaya em 2006.

A Base Novolazarevskaya (em russo:  Станция Новолазаревская) é uma base antárctica russa, antigamente soviética. Situa-se no oásis Schirmacher, Terra da Rainha Maud, a 75 km da costa, em 70° 50' 46" S 11° 50' 50" E. Foi inaugurada a 18 de janeiro de 1961 pela VI Expedição Antárctica Soviética. A sua população máxima no verão é de 70 pessoas.